# スティービー・セルケイラ
スティービー・セルケイラ（Steevy Cerqueira、1993年8月9日 - ）は、シャンピオナ・フェデラル1、RCオルレアンに所属するラグビーユニオン選手。

## プロフィール
- フランスブレティニー＝シュル＝オルジュ出身[1]。
- ポジションはロック(LO)、フランカー(FL)。
- 身長 195cm、体重 104kg
- ポルトガル代表キャップは40（2024年12月現在）でラグビーワールドカップ2023のポルトガル代表に選ばれた[2]。

## 略歴
RCマシー、リヨンOU、ASベジエ・エロー、スタッド・フランセ、CAブリーヴ、SOシャンベリを経て、2024年、RCオルレアンに加入。